# 红树湾

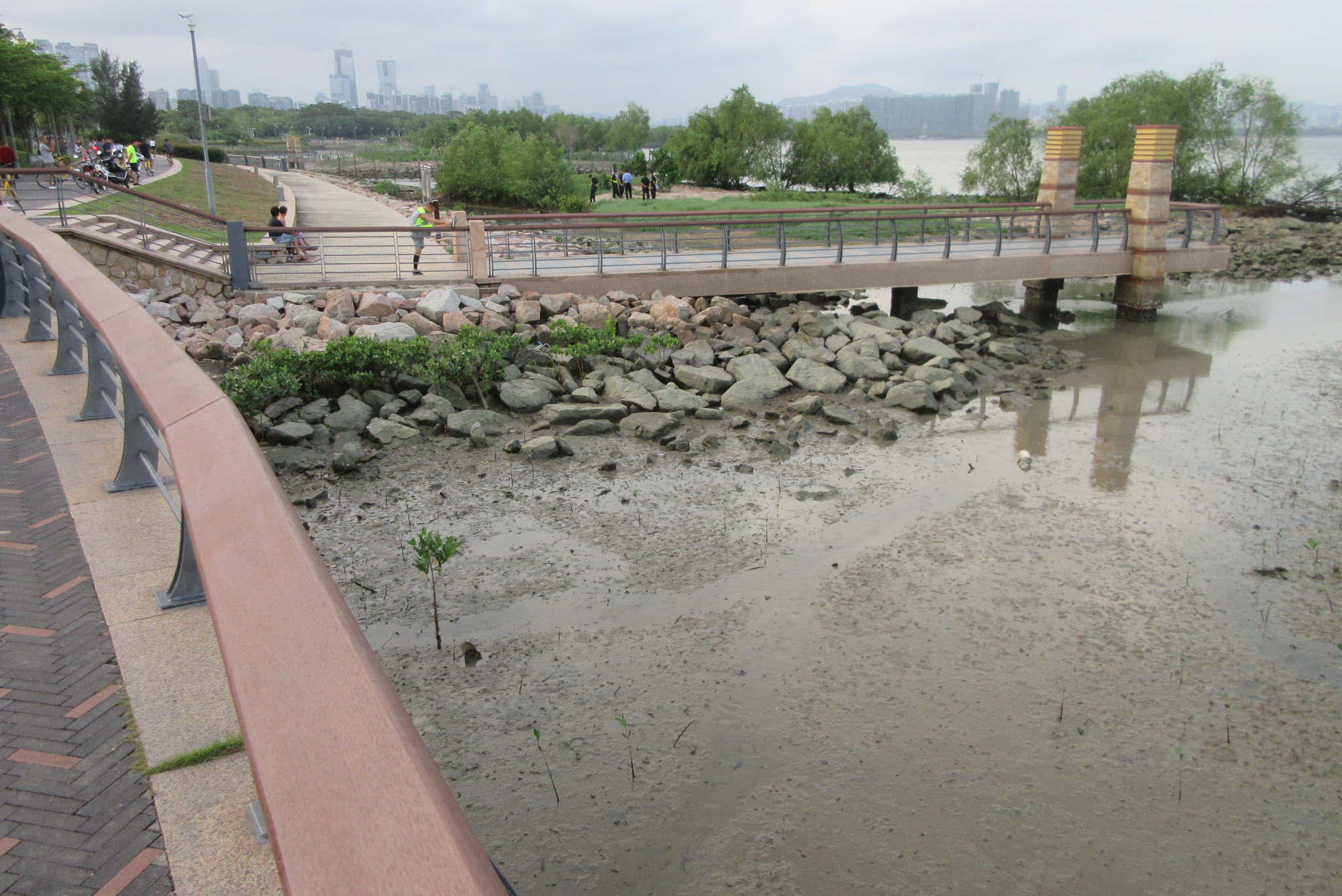
紅樹灣區內的深圳灣。

红树湾是中国广东省深圳市的一個地方，亦為南山区下的一个城市規劃區。
按深圳市规划和自然委员会的劃界，紅樹灣「城市規劃區」的範圍東至僑城東路、南至深圳灣、西至沙河東路、北至深南大道。

## 地標建築
- 歡樂海岸
- 深圳灣公園

## 交通

### 道路
- 濱海大道

### 鐵路
- 深圳地鐵：紅樹灣南站

## 圖片

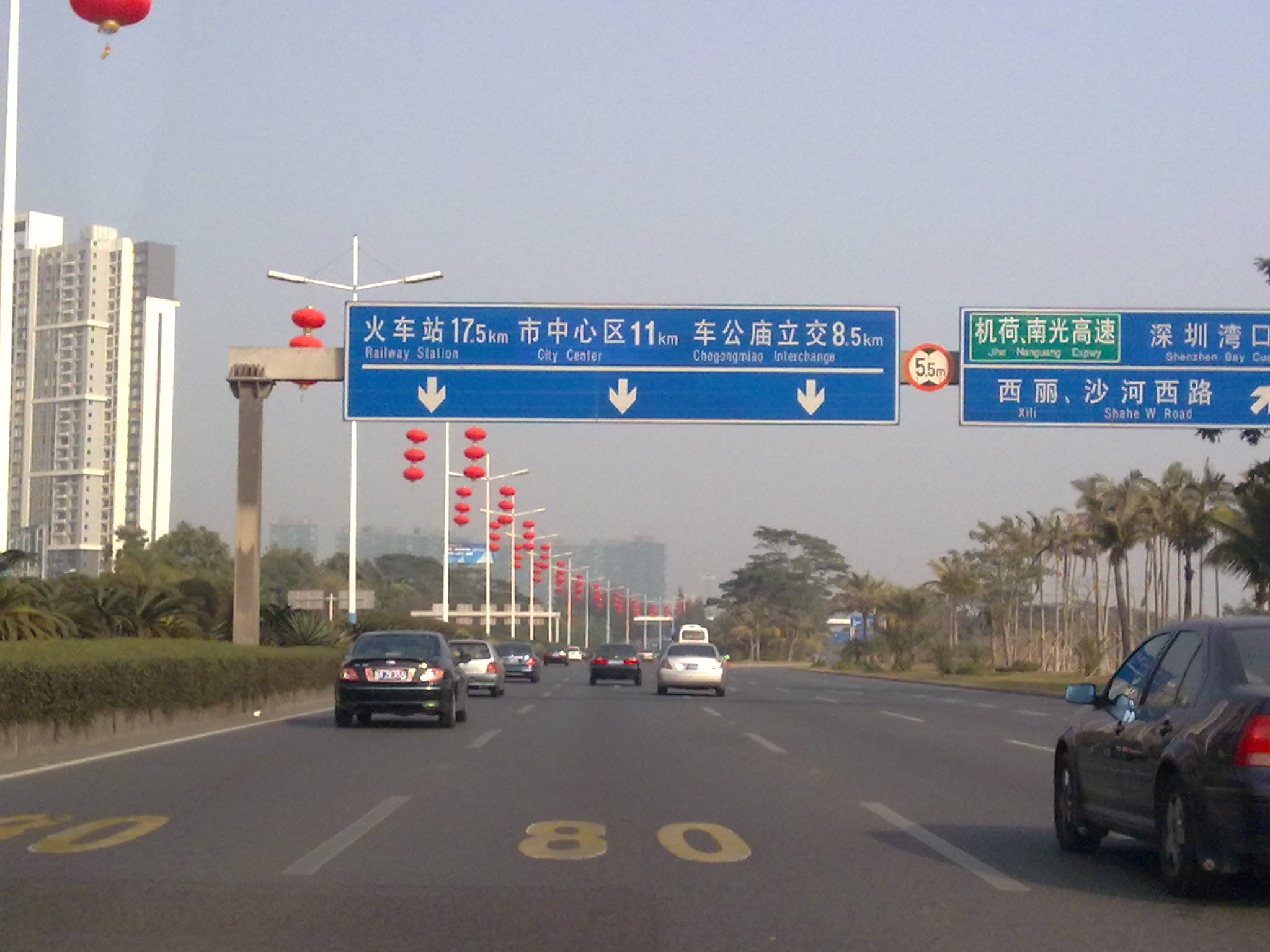
濱海大道